# Santa Marinha de Oriz
Santa Marinha de Oriz foi uma freguesia portuguesa do município de Vila Verde, com 3,51 km² de área e 336 habitantes (2011). Densidade: 95,7 hab/km².

## População
| População da freguesia de Oriz (Santa Marinha) | População da freguesia de Oriz (Santa Marinha) | População da freguesia de Oriz (Santa Marinha) | População da freguesia de Oriz (Santa Marinha) | População da freguesia de Oriz (Santa Marinha) | População da freguesia de Oriz (Santa Marinha) | População da freguesia de Oriz (Santa Marinha) | População da freguesia de Oriz (Santa Marinha) | População da freguesia de Oriz (Santa Marinha) | População da freguesia de Oriz (Santa Marinha) | População da freguesia de Oriz (Santa Marinha) | População da freguesia de Oriz (Santa Marinha) | População da freguesia de Oriz (Santa Marinha) | População da freguesia de Oriz (Santa Marinha) | População da freguesia de Oriz (Santa Marinha) |
| ---------------------------------------------- | ---------------------------------------------- | ---------------------------------------------- | ---------------------------------------------- | ---------------------------------------------- | ---------------------------------------------- | ---------------------------------------------- | ---------------------------------------------- | ---------------------------------------------- | ---------------------------------------------- | ---------------------------------------------- | ---------------------------------------------- | ---------------------------------------------- | ---------------------------------------------- | ---------------------------------------------- |
| 1864                                           | 1878                                           | 1890                                           | 1900                                           | 1911                                           | 1920                                           | 1930                                           | 1940                                           | 1950                                           | 1960                                           | 1970                                           | 1981                                           | 1991                                           | 2001                                           | 2011                                           |
| 471                                            | 439                                            | 390                                            | 417                                            | 400                                            | 431                                            | 414                                            | 490                                            | 475                                            | 448                                            | 434                                            | 527                                            | 431                                            | 404                                            | 336                                            |

## História
Pertenceu ao concelho de Pico de Regalados e quando este foi extinto, por decreto de 24 de Outubro de 1855, passou para o concelho de Vila Verde.
Foi uma freguesia extinta (agregada) em 2013, no âmbito de uma reforma administrativa nacional, para, em conjunto com São Miguel de Oriz, formar uma nova freguesia denominada União das Freguesias de Oriz (Santa Marinha) e Oriz (São Miguel).

## Lugares
- Além, assento, Barrães, Barreiro, Borges, Cabo, Carvalho, Cortinhas, Estromil, Mourão, Outeiro, Paço, Pairo, Pedrogos, Regadas, Tomada e Varges.

## Património

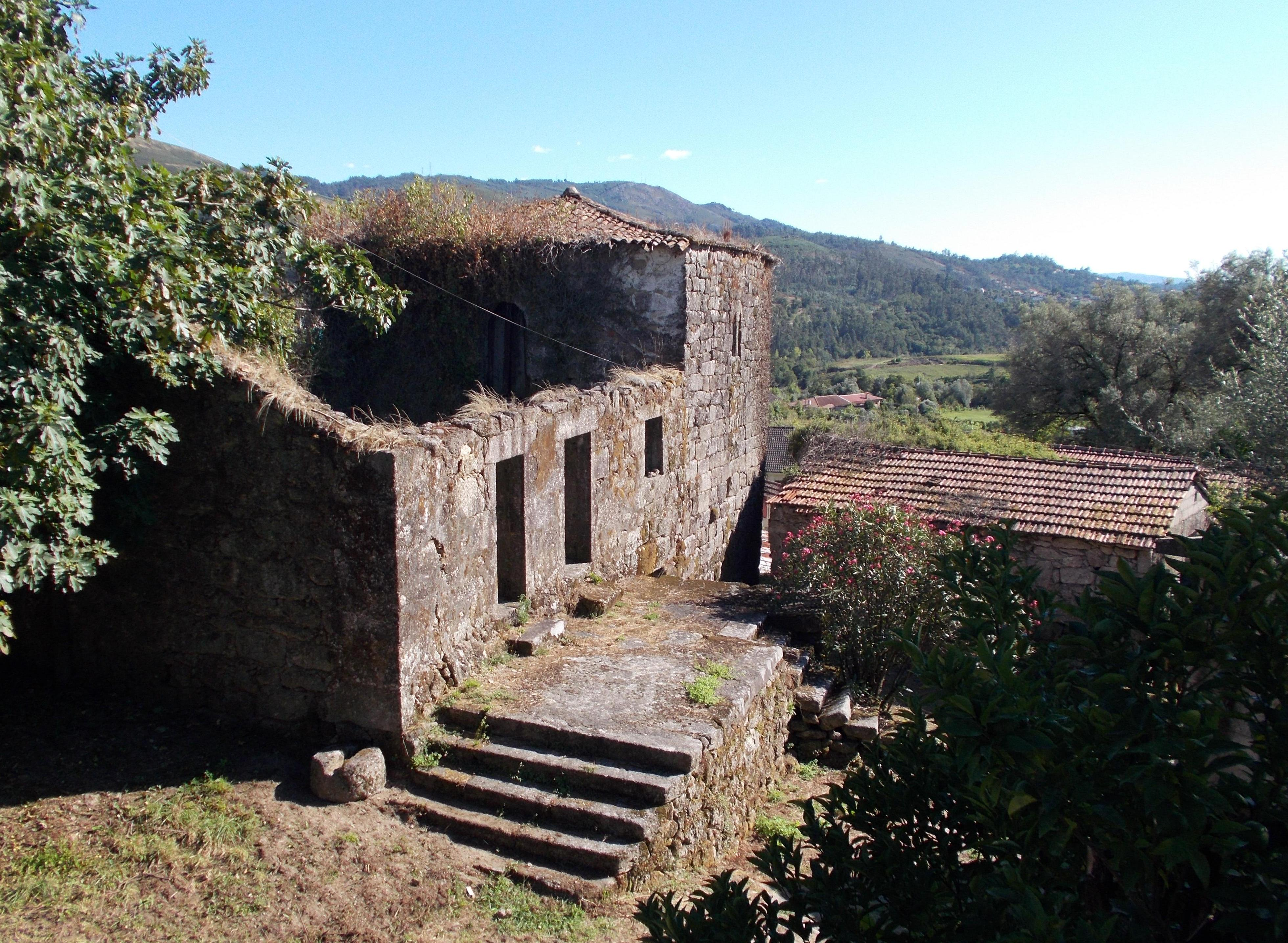
Torre dos Coimbras

- Igreja de Santa Marinha de Oriz
- Torre dos Coimbras ou de Oriz